# Álvaro Noboa
Álvaro Fernando Noboa Pontón (Guayaquil, 21 de noviembre de 1950) es un empresario, abogado y político ecuatoriano. 

## Entorno familiar
Hijo del empresario Luis Noboa Naranjo y de Isabel Pontón Ávila. Está casado con la doctora Annabella Azín. Es hermano de la empresaria, Isabel Noboa. Es padre del actual presidente del Ecuador Daniel Noboa.

## Trayectoria
Su padre fue Luis Noboa Naranjo y su madre fue Isabel Pontón Ávila. Realizó sus estudios primarios en el Colegio La Salle de Guayaquil y secundarios en el prestigioso Instituto Le Rosey, en Suiza. En la Universidad de Guayaquil obtuvo el título de abogado, realizando además estudios superiores de administración en la American Management Association de Nueva York. Ha fundado muchas empresas dentro y fuera de Ecuador, tales como el Banco del Litoral, la constructora Promandato Global y la revista La Verdad.
En 1977, creó la Fundación Cruzada Nueva Humanidad, que se inició bajo la filosofía de combatir «la miseria, la enfermedad, la ignorancia, la debilidad espiritual, el odio y otros infortunios que afligen al hombre». Luego de 27 años, la fundación prosigue su labor. Luego, en el año 1981, se fundó la Cruzada Nueva Humanidad de Amor, Unión y Superación. Hasta la presente se han creado grupos de unión, quienes trabajan en las comunidades a favor de los más necesitados.
Según su autobiografía, adquirió la mayor parte de su fortuna por medio de méritos propios, ya que trabajó desde los 19 años. En la actualidad maneja más de 110 empresas en todo el mundo. Cuando falleció su padre, heredó el 1 % del equivalente a su fortuna actual. En 1997, con el 25.1 % de las acciones del negocio bananero, adquirió otro 25 % del paquete accionario y asumió el control de Fruit Shippers Ltd., la compañía que administra el negocio familiar. Luego, una batalla legal con sus hermanos tuvo lugar por el control de la compañía. Noboa ganó el juicio legítimamente. Actualmente, como empresario, controla el Grupo de Empresas Noboa y la Corporación Noboa, con más de 110 compañías en Ecuador y alrededor del mundo, incluidas oficinas en Estados Unidos, Amberes, Roma, Japón, Argentina y Nueva Zelanda. Como empresario, anuncia en octubre del 2009 su decisión de buscar nuevos mercados internacionales para sus productos, organizando reuniones con inversionistas extranjeros para realizar nuevos negocios.
Su empresa más importante en Ecuador, Exportadora Bananera Noboa, enfrenta (febrero de 2011) una glosa por USD$90 000 000 en impuestos a pagar, impuesta por el Servicio de Rentas Internas del Ecuador (SRI) por exportaciones de unos 40 millones de cajas de banano a realizadas a compañías en Bermuda en el año 2005. A pesar de los problemas que afronta, los representantes de Bananera Noboa afirman que la empresa «no está en quiebra».
En el 2006 incursiona en el ámbito cultural, auspiciando la creación e inauguración del Museo de Arte Luis A. Noboa Naranjo, creado como un tributo a la memoria de su padre y con el objetivo de compartir su colección privada de arte con los ciudadanos del país y del extranjero que visiten la ciudad de Guayaquil y a la vez también, promover e impulsar el talento y la creatividad de artistas locales.
Se calcula su fortuna personal en cerca de 1000 millones de dólares, la cual es manejada actualmente tanto por sus negocios personales de más de cien empresas y los derechos accionarios adquiridos en 1997 a la viuda de su padre, Mercedes Santistevan Arosemena de Noboa por los negocios bananeros, de transporte marítimo y de bienes raíces. La compañía exportadora de Noboa, Exportadora Bananera Noboa, tuvo ventas de 220 millones de dólares en el 2004 y de 219 millones en el 2005.

### Acusaciones de explotación laboral
En el 2002 The New York Times hizo un reportaje sobre las condiciones laborales en las plantaciones de Exportadora Bananera Noboa en Ecuador. El artículo específicamente mencionó a la plantación de 12.100.000 m² conocida como «Los Álamos» que empleaba cerca de 1300 personas.
Se publicó en la prensa local que los trabajadores de Los Álamos se sindicalizaron en marzo de 2002, y que por esa razón la compañía de Noboa respondió abriendo fuego contra más de 120 de ellos. El artículo decía: «Cuando los trabajadores ocuparon parte de la hacienda, guardias armados con escopetas, algunos usando capuchas, llegaron a las 2 a. m. del 16 de mayo, según los trabajadores, y abrieron fuego sobre algunos quienes se habían rehusado a moverse de la puerta de entrada, hiriendo a dos».
No obstante lo expresado en algunos medios, la versión oficial es que el conflicto colectivo fue ilegal, pues el número de trabajadores con el que se conformaron los comités especiales de sindicalización, nunca representaron el número requerido por la ley que es el de la mayoría. 
Se declaró que siendo ilegal el comité de trabajadores, también lo fue la declaratoria de huelga. Trabajadores involucrados en el conflicto cometieron desafueros en la hacienda que motivó la presentación de una denuncia ante las autoridades pertinentes, por lo que la policía nacional tuvo que intervenir para precautelar los bienes de la compañía. Declarada la nulidad de los conflictos por las autoridades del trabajo la empresa reintegró a los trabajadores involucrados en el conflicto que quisieron hacerlo.

### Servicio de Rentas Internas
En enero del 2009 Exportadora Bananera Noboa, recibió una glosa por $1 millones impuesta por el Servicio de Rentas Internas del Ecuador (SRI) aduciendo diferencias en el precio de la caja de banano. En la actualidad Exportadora Bananera Noboa se encuentra dentro del Top 1 de mayores contribuyentes con deudas en firme ante el Servicio de Rentas Internas, con una deuda que asciende a 89 millones de dólares, de los cuales 30 millones corresponden a capital y los 59 millones restantes corresponden a intereses y multas FOB.

### Irregularidades y evasión de impuestos
En 2005 una investigación descubrió 99 compañías en el Ecuador registradas en el Ministerio de Trabajo, pero sin existencia física.
Las compañías, con nombres como Dalioca, Domintini, Abacus y Carani, estaban registradas como tercerizadoras, al servicio de otras empresas más grandes contratando personal para las mismas. El mismo número telefónico se encontró en los archivos de todas las compañías y, una vez marcado, conectaba a una grabación que señalaba que se han comunicado con Corporación Noboa. Después, cuando a la telefonista que recibía la llamada se le preguntaba por dichas empresas, ésta negaba su existencia.
También se descubrió que las compañías instrumentales tenían una dirección que correspondía a un galpón abandonado en la ciudad de Guayaquil. En el archivo de una compañía, Empacadora Tropical, constaba la dirección del galpón como la de la Corporación Noboa. Los accionistas de la compañía eran Fruit Shippers y New York Commodities, compañías basadas en Canadá y las Bahamas respectivamente. Asimismo, éstas compañías eran utilizadas para evitar obligaciones laborales por parte del empleador. Victoria Oliveira, directora de comunicaciones del Grupo Noboa, declaró a un periódico que el Grupo Noboa no tenía conocimiento de estos vínculos, aun cuando Fruit Shippers es la compañía holding de Bahamas de la que es propietario el multimillonario.
En marzo de 2005, el gobierno ecuatoriano clausuró una de las compañías de Noboa, Elaborados de Café, por no entregar la documentación requerida para verificar el cumplimiento de sus obligaciones tributarias.
Además, el gobierno determinó que otra compañía de Noboa, Frutería Jambelí Frujasa, debía casi 20 millones de dólares en impuestos, incluyendo cerca de 7 millones de dólares en intereses acumulados. La suma fue calculada como parte de una auditoría de las 114 firmas de Noboa. Un diario contactó la firma y se le informó que ya no existía. El número marcado era el de la Corporación Noboa.
En el 2013, el SRI embargó bienes privados de Noboa y la hacienda La Clementina de 11 500 hectáreas, ubicada en la parroquia La Unión, a una hora de Babahoyo, provincia de Los Ríos, por deber al fisco la cantidad de $104,82 millones en impuestos. Entre los bienes embargados se encontraban nueve vehículos de lujo, dos yates, seis avionetas, siete lotes de terreno y la hacienda La Clementina. El SRI impuso una prohibición de salida del país a Noboa, pero este logró viajar a Estados Unidos previo a la incautación de bienes.
 La Clementina fue vendida a los trabajadores de la hacienda, formando una Cooperativa.

## Trayectoria política
Es el líder del Partido Renovador Institucional Acción Nacional, originalmente «Partido Renovador Independiente Álvaro Noboa» (PRIAN), un partido que él mismo fundó tras separarse del también populista Partido Roldosista Ecuatoriano, que lo apoyó en su primera campaña, por iniciativa del líder de dicho partido, Abdalá Bucaram. 
Fue candidato presidencial por el Partido Roldosista Ecuatoriano (PRE) en 1998 y por el PRIAN en los años 2002, 2006, 2009 y 2013, sin resultar electo.
En las elecciones del año 2007 fue elegido Asambleísta Nacional, sin embargo, tras una votación iniciada por los asambleístas de otras bancadas por motivo de que no presentó su declaración patrimonial de bienes fue removido de su cargo.

### Como funcionario público
En 1996, fue nombrado presidente de la Junta Monetaria del Ecuador por el en ese entonces presidente de la República Abdalá Bucaram Ortiz. Durante su corto ejercicio de la presidencia de la Junta Monetaria del Ecuador (agosto de 1996 - febrero de 1997), era dueño de un pequeño banco, el Banco del Litoral, y colaboró como parte de un pequeño equipo económico que incluía a Domingo Cavallo, recordado por ser el impulsor de la Ley de Convertibilidad y que desempeñó el cargo de asesor especial extranjero de Bucaram; David Goldbaum, cabeza de la Corporación Financiera Nacional y accionista del ahora desaparecido Banco Territorial, y Roberto Isaías, en ese entonces presidente del ahora desaparecido Filanbanco, y que ejerció el cargo de asesor económico.
Noboa prometió detener el programa de privatización iniciado durante el gobierno de Sixto Durán-Ballén y reemplazarlo por una política de capitalización de empresas estatales, como el programa implementado por Gonzalo Sánchez de Lozada en Bolivia. No obstante, Noboa no desechó por completo la idea de privatizar algunas empresas estatales.
El Estado planeó eliminar los subsidios al gas, excepto para los más pobres, y vender parte de EMETEL, la compañía telefónica nacional, así como también parte de otras empresas energéticas estatales. Noboa, quien enfrentó un déficit presupuestario, aseguró que el gobierno ecuatoriano podría haber obtenido cientos de millones de dólares persiguiendo a los evasores de impuestos y los morosos.
En 2007 obtuvo un escaño como asambleísta constituyente, cuya función fue promulgar la Constitución del 2008, formando parte de la bancada de oposición al movimiento oficialista Alianza PAIS, liderado por el presidente Rafael Correa (2007-2017).

### Candidaturas presidenciales y el PRIAN
En 1998 se candidateó para la presidencia del Ecuador por primera vez por el Partido Roldosista Ecuatoriano en las Elecciones presidenciales de Ecuador de 1998. En la primera ronda de las elecciones, el 31 de mayo, obtuvo 1 022 026 votos, es decir, el 26,61 % de las urnas. Quedó detrás de Jamil Mahuad (1 341 089 votos, 34,92 % de las urnas), y por esta razón se enfrentaron en una segunda vuelta el 12 de julio. Noboa obtuvo 2 140 628 votos; Mahuad ganó por 2 242 536.
Después de las elecciones aseguró que se cometió fraude. Acusó al presidente del Tribunal Supremo Electoral (TSE), Patricio Vivanco, de rehusarse a efectuar un recuento voto a voto como él había requerido. También dijo que algunas actas fueron manipuladas con tinta correctora y que otras no mostraban votos en blanco.
En 1999, creó la agrupación política populista independiente llamado Frente Nacional de Independientes Álvaro Noboa, que apenas 3 años más tarde se transformó en el Partido Renovador Independiente Álvaro Noboa, pero se cambió por Partido Renovador Institucional Acción Nacional (PRIAN), siendo asignado la lista 7, de corte populista, basado en la personalidad e imagen de Noboa, con inspiraciones conservadoras y de apoyo al sector empresarial. El PRIAN le sirvió a Noboa como plataforma política personal, teniendo gran influencia y poder durante la década del 2000, logrando mayoría parlamentaria y su presidencia en el Congreso Nacional del Ecuador del año 2006.
Volvió a ser candidato para la presidencia en las Elecciones presidenciales de Ecuador de 2002, de nuevo alcanzando la segunda vuelta, aunque apenas recibió el 17 % de los votos en la primera vuelta. El 24 de noviembre Lucio Gutiérrez obtuvo 2 803 243 votos o 54,79 % contra 2 312 854 o 45,21 %.
Insistió por tercera vez en las Elecciones presidenciales de Ecuador de 2006. Ganó la primera vuelta, el 15 de octubre, con un 26,83 % de los votos, seguido por Rafael Correa, quien obtuvo el 22,84 %. El 26 de noviembre se enfrentaron en una segunda vuelta, y Noboa consiguió el 43,21 % de los votos válidos frente al 56,79 % de Rafael Correa.
Fue nuevamente candidato en las Elecciones presidenciales de Ecuador de 2009, quedando en tercer lugar, con 789 021, equivalente a un 11.40 %. Intentó de nuevo en las Elecciones presidenciales de Ecuador de 2013, quedando en quinto lugar, con 319 956, igual al 3.72 %.
En las elecciones legislativas de Ecuador de 2013 el PRIAN no obtuvo ningún escaño en la Asamblea Nacional. Por sus malos resultados en las elecciones generales de 2013 y las seccionales de 2014 en julio de ese año, el CNE quitó al PRIAN su personería jurídica, disolviendo su condición de partido político tras 12 años de existencia. En 2016, vuelve a inscribir al partido, ahora bajo el nombre de Adelante ecuatoriano, adelante, conservando la lista 7 que caracterizaba al PRIAN. Participa en las elecciones legislativas de 2017, ya que Noboa desistió de correr por la presidencia en dicho año, sin obtener escaño alguno en la Asamblea Nacional. Participa en las elecciones seccionales de 2019 obteniendo una prefectura en alianza con el Movimiento CREO y otros partidos políticos y seis alcaldías, mejorando levemente sus resultados en comparación a la elección anterior. Sin embargo, el 30 de junio de 2020 el Consejo Nacional Electoral dispone la eliminación del partido del registro de organizaciones políticas.
El 20 de julio de 2020, Noboa Pontón anunció su sexta candidatura presidencial para las elecciones presidenciales de 2021, convirtiéndose en la primera persona de toda la historia del Ecuador en participar seis veces en las elecciones presidenciales. El 21 de agosto de 2020, el Tribunal Contencioso Electoral dejó sin efecto la resolución del CNE de eliminar al partido del registro de partidos y movimientos políticos, permitiendo su participación en las elecciones de 2021 y confirmando la sexta candidatura de Noboa.

#### Gasto electoral
Elías Villacís y Pedro Fernando Zambrano Zambrano (alias el chonero) recibieron una multa de más de 2 millones de dólares por exceder los límites de gasto electoral en 2002, sin lograr ningún resultado. Había gastado cerca de 2,3 millones de dólares en su campaña, un 98 % sobre el límite. En el 2004 Noboa ofreció no pagar en efectivo sino por medio de Certificados de Depósitos Reprogramados, un instrumento financiero que pierde su valor nominal al ser negociado. El Tribunal Supremo Electoral del Ecuador aceptó sus términos. El TSE fue primero dirigido por Nicanor Moscoso, miembro del partido de Noboa y extesorero suyo, y luego por Wilson Sánchez, cofundador del PRIAN y amigo personal de Noboa.